# Національне шосе RN-1 (Джибуті)
Національне шосе RN-1 — національне шосе в Джибуті. Його довжина 218 км через регіони Джибуті, Арта та Дикіль. Є частиною шосе Нджамена-Джибуті і є найважливішим дорожнім сполученням у країні.
Останніми роками на дорозі ведеться капітальна реконструкція на кількох ділянках. По щосе інтенсивно проїжджають ефіопські вантажівки.

## Маршрут
RN-1 веде до джибутійсько-ефіопського кордону на прикордонному переході Галафі. Від міста Джибуті, яке проходить через три регіони Джибуті від Аденської затоки на сході до Ефіопії на заході, воно проходить через Веа, Омар Джагаа, Мулуд, Даггіроу, Діхіл, Горабоус і Йобокі.

## Історія
Саме 28 червня 1974 року, на дату підписання угоди між французькою територією Афар і Іссас та Ефіопією, було прийнято рішення про будівництво дороги між Дикілем і Галафі з розширенням на 30 км до ефіопської дороги А1 (з'єднання з Ассаб і Аддис-Абеба). Роботи фінансувалися Францією і виконувалися між 1975 і 1976 роками дорожньою компанією COLAS (130 км, включаючи 30 км в Ефіопії). Однак лише після падіння ефіопського військового режиму в 1991 році кордон було відкрито на прикордонній заставі Галафі.